# Flesh
Flesh är en amerikansk undergroundfilm producerad av Andy Warhol och filmad av Paul Morrissey från 1968. Denna film var den första i en trilogi som också innehåller filmerna Trash (1970) och Heat (1971).
Precis som de två andra filmerna i trilogin handlar Flesh om den unga prostituerade pojken Joe som spelades av Joe D'Allesandro.
En stillbild av skådespelaren Joe D'Allesandro från filmen figurerade senare som omslag till The Smiths självbetitlade debutalbum